# Grêmio Politécnico
O Grêmio Politécnico é uma entidade estudantil, sendo a entidade máxima de representação estudantil da Escola Politécnica da USP. Representa, assim, os estudantes de engenharia da USP na capital paulista, sejam eles da graduação ou da pós (apenas mestrandos ou doutorandos). Sua gestão é eleita anualmente pelo sufrágio direto facultado a todos os alunos da Poli.
Fundado em 1º de setembro de 1903 por Alexandre Albuquerque, esteve na vanguarda do movimento estudantil brasileiro, participando ativamente em diversos momentos e movimentos de importância histórica para o país, como no lançamento e liderança da campanha "O petróleo é nosso", na fundação da UEE-SP (União Estadual dos Estudantes de São Paulo), da UNE (União Nacional dos Estudantes), da Liga Paulista Pró-Constituinte em apoio à Revolução Constitucionalista de 1932 e do DCE da USP (Diretório Central dos Estudantes Alexandre Vannucchi Leme). Além disso, reivindicou, na década de 1950 uma política de energia atômica nacional e estatal, com a campanha “O Brasil não exportará seu futuro”, apoiada pela UEE e pela UNE. Também foi liderança na luta contra a Ditadura militar brasileira e na reconstrução do movimento estudantil após o fim do regime de exceção. Teve uma longa trajetória de engajamento político-estudantil, com muitos de seus antigos quadros de tornando líderes políticos.
O seu trabalho é dedicado a diversas áreas, desde a formação, capacitação, acolhimento e amparo a alunos, até o oferecimento de serviços (copiadora, lanchonete, escola de idiomas e venda de artigos) e o funcionamento enquanto ponte entre a graduação e a carreira profissional ou acadêmica. Além disso, o Grêmio atua na Representação Discente nos órgãos colegiados da Escola Politécnica da USP, lutando pela melhora no ensino e nas condições da universidade. Por fim, a entidade também se dedica à política e movimentação estudantil, promovendo espaços de expressão crítica e artística, como o Jornal O Politécnico, o Grupo de Teatro da Poli (GTP) e a Semana de Arte da Poli (SAPO). 

## História

### Fundação e primeiros anos
O Grêmio Politécnico da Universidade de São Paulo foi fundado em 1º de Setembro de 1903 por Alexandre Albuquerque, sendo o segundo centro acadêmico (muitas vezes abreviado pelos estudantes como "CA") mais antigo do Brasil. Idealizado para representar os anseios dos Politécnicos e liderar o movimento estudantil da Escola, desde sua fundação o Grêmio sempre teve papel de grande relevância no Movimento Estudantil Municipal, Estadual e, em muitos momentos, até mesmo Federal. Um exemplo disso, são os anos entre 1964 e 1985, nos quais lutou ativamente contra a Ditadura Militar. Sendo assim, seja defendendo os valores democráticos ou por meio de projetos de cunho social voltados para Escola Politécnica e para a comunidade externa, sempre assumiu papel de liderança.
Já em seus primeiros anos, a instituição, por meio de seus representantes, já demonstrava grande preocupação e compromisso com o país, motivo pelo qual em 23 de Março de 1918, em conjunto com a Liga de Defesa Nacional, foi criada a Campanha Paula Souza, que consistia em uma escola noturna de alfabetização de adultos, a qual funcionava nos porões da Escola Politécnica. Foi a primeira campanha de alfabetização de adultos, apoiada pelo estado e mantida por doações e bailes.

### Revolução Constitucionalista e Era Vargas
Após três décadas, nas quais a entidade se estruturou e realizou diversos projetos, o Grêmio se envolveu de maneira ativa no combate de diversas medidas antidemocráticas tomadas pelo governo Vargas, chegando até mesmo a participar da Revolução Constitucionalista. Na situação, a Escola Politécnica se transformou em uma verdadeira fábrica de guerra, produzindo material bélico para os combatentes Paulistas. Além disso, diversos alunos politécnicos foram ao fronte de guerra para que, assim, pudessem ensinar aos guerreiros a forma correta de utilizar a granada de mão produzida na Poli, visto que tal arma ainda era pouco conhecida. Ainda na década de 30, o Grêmio se envolveu em várias outras lutas, tanto em âmbito interno à Universidade quanto em âmbito externo, participando de movimentos de grande importância, como a discussão sobre a existência de Petróleo no subsolo brasileiro. Também participou da criação da União Nacional dos Estudantes (UNE), ao lado da qual atuou fortemente contra a proliferação de ideias nazifascistas no Brasil. A partir de 1937, o Estado Novo foi implantado e os direitos civis passaram a sofrer repressão, o que levou a entidade representativa dos alunos da Poli a lutar avidamente pela restituição da Democracia no Brasil.
Dessa forma, do início da década de 40 até o fim do Estado Novo,  o Grêmio Politécnico, junto com a recém-criada UNE e outros CAs - como o XI de Agosto, por exemplo - participou ativamente de várias campanhas favoráveis à democracia. Dentre os diversos movimentos, um dos mais marcantes foi a Passeata da Mordaça, em 1943, na qual alunos e professores universitários protestaram no Largo São Francisco, em frente à faculdade de Direito, contra o regime, a repressão e a violência. Outra conquista marcante da década de 40, foi a obtenção de um prédio próprio para a Campanha Paula Souza, escola para alfabetização de adultos que até então funcionava nos porões da Poli. Assim, essa foi ampliada e recebeu o nome de Escola Alexandre Albuquerque. Mais tarde, em 1948, mais uma importante iniciativa surgiu: o Curso Politécnico, o qual era um curso preparatório para o vestibular em que os próprios alunos da Poli lecionavam.

### Anos 50
Com o Fim do Estado Novo, o início da década de 1950 foi marcado por lutas internas na Universidade. Logo em 1950, o trote foi abolido em assembleia, visto que o mesmo na maior parte das vezes se tornava palco de atos de violência e desrespeito contra os calouros. Já em 1951, mais uma luta se apresentou: o Grêmio organizou uma greve que perdurou por quase dois meses, que tinha como reivindicações o direito a uma prova substitutiva e a reestruturação dos cursos de engenharia. Posteriormente, em 1954, devido a diversos atritos entre o Grêmio e a Diretoria, a Escola deixou de reconhecer a entidade como representativa dos Politécnicos. Assim, como resposta, os alunos decidiram, em uma das assembleias mais agitadas de sua história, entrar em greve por tempo indeterminado. À esse movimento, uniu-se a União Estadual dos Estudantes, estendo-o assim para todo o Estado. Até mesmo a UNE chegou a declarar greve oficial de 5 dias. O resultado foi que, após diversas pressões, a Escola Politécnica voltou a reconhecer o Grêmio como entidade representativa.

### Período da Ditadura
Com o fim da década de 50, um dos momentos mais conturbados do Grêmio Politécnico se apresentou à instituição em 1964: após a ocorrência de um golpe de estado, iniciavam-se as duas décadas da ditadura militar. Nesse período, todas as entidades estudantis lutaram ativamente contra o regime e a entidade representativa dos Politécnicos foi uma das principais lideranças desse  movimento. Sendo assim, já em 1964, atuou fortemente contra a Lei “Suplicy de Lacerda”, que colocou diversas entidades estudantis (como a UNE, por exemplo) na ilegalidade. Nos anos seguintes, a entidade se envolveu em diversas lutas, como, por exemplo, a “Passeata dos 100 mil”. Além disso, foi também alvo de diversas repressões por parte da patrulha ideológica da ditadura, chegando até mesmo a ter seu presidente, Antônio Carlos Fernandes, preso por ação de agentes da Operação Bandeirantes. Com isso, uma carta aberta foi elaborada e distribuída na Escola, tendo essa sido uma das primeiras vezes que uma prisão foi publicamente denunciada em plena ditadura.
Se a década de 60 havia sido de muitas lutas, a de 70 não seria diferente. Com a prisão de diversos estudantes, o Grêmio propôs ao Conselho dos Centros Acadêmicos da USP a organização de um show para a arrecadação de fundos para prestar auxílio às famílias dos presos políticos. Com o crescimento deste movimento, em 1974 foi criado o Comitê de Defesa aos Presos Políticos, sendo o Centro Acadêmico Politécnico um dos organizadores deste, que tinha como objetivo divulgar as prisões e as condições dos presos políticos do país. Um momento marcante desta luta contra as prisões políticas, foi o show de Gilberto Gil, organizado pela entidade e realizado no anfiteatro do Biênio. O show, que ocorria de forma clandestina, deveria durar apenas meia hora, mas se estendeu por mais de duas horas e abordou temas sensíveis à situação vivida na época. Em decorrência da prisão do professor José Luiz Magnani e da morte de Vladimir Herzog, ocorreram, também, paralisações aprovadas de forma unânime em uma assembleia realizada na Poli, com a intenção de emitir um posicionamento claro e unido. Além disso, nessa época, a entidade também participou da rearticulação do movimento estudantil no país. Dado que a UNE era uma das entidades mais vigiadas e reprimidas durante a ditadura, esse era um dos grandes desafios da época. Porém, por meio dos “Encontros de Engenharia” tornou-se possível realizar debates com temas políticos sem levantar suspeitas.

### Anos 80
Já na década de 80, o Grêmio Politécnico participou ativamente do movimento das Diretas Já, sendo o ano de 1984 marcado por intensa mobilização civil. Com o fim da Ditadura, a entidade voltou-se a projetos internos e, com o objetivo de inserir a arte e a cultura no ambiente Politécnico, realizou a primeira Semana de Arte da Poli (SAPO). Tal projeto foi tão marcante que perdura até os dias atuais. Outro projeto que se iniciou nos anos 80, foi o IntegraPoli, o qual surgiu como atividade integrativa com o objetivo de se opor à violência do trote.
Mais tarde, em 1989, o CA passou por uma reformulação: a antiga estrutura administrativa foi diluída e, em seu lugar, uma nova geração de alunos reformulou a entidade e construiu as bases do “novo” Grêmio. O objetivo dos alunos que assumiram a instituição era claro: fazer as coisas acontecerem por conta própria. Assim, novas fontes de renda foram formuladas e o jornal “O Politécnico” voltou a fazer parte do dia-a-dia dos alunos após um período de inatividade. Nessa época, o Cursinho da Poli teve uma ascensão fantástica, chegando até mesmo a ter comerciais na TV aberta.

### Anos 90
Após a reestruturação do fim da década de 80, o início da década de 90 foi marcado por 2 grandes acontecimentos, um no plano interno e outro no plano externo à entidade. No plano interno, em 1992, o Grêmio quitou a última parcela de dívidas trabalhistas (acumuladas na década anterior), que consumiam quase todo o orçamento da entidade, permitindo que a mesma investisse mais em seus projetos. No plano externo, a entidade marcou presença nos manifestos que reivindicam o Impeachment do Presidente Fernando Collor de Mello, após serem deflagrados os escândalos de corrupção ocorridos em seu governo. Ainda nesta década, a entidade se organizou para discutir as mudanças curriculares chamadas “Poli 2000” e conseguiu mobilizar um número razoável de pessoas para essas discussões. Ademais, criou o Centro de Idiomas da Poli em 1994, com o objetivo de auxiliar os alunos do instituto no aprendizado de outros idiomas. Outro acontecimento relevante, foi a saída do Cursinho da Poli de dentro da USP. Após uma decisão do CTA de não permitir as atividades do órgão na Poli, esse passou a funcionar no prédio da História e da Geografia e, em 1996, saiu oficialmente da USP. Posteriormente, em 2002, foi fundado o Instituto Grêmio Politécnico de Desenvolvimento da Educação (IGPDE). Porém, tal iniciativa desvirtuou os objetivos da instituição, que perdeu seu cunho social e passou a ser apenas mais um cursinho comercial. Posteriormente, os diretores da gestão da época deram um golpe no Grêmio e se tornaram proprietários deste cursinho. Assim, o Grêmio criou um novo Cursinho da Poli-USP, o qual funciona até hoje na Escola Politécnica.

### Anos 2000 e Centenário do Grêmio Politécnico
A década do Centenário do Grêmio foi marcada por um acontecimento amargo para a instituição: a desapropriação da Casa do Politécnico, a CaDoPô. Essa, era um prédio de posse do Grêmio situado no Bom Retiro, o qual por muitas décadas abrigou diversas gerações de Politécnicos vindos de outros estados do Brasil. Porém, após anos de impostos acumulados aliados ao estado de abandono em que se encontrava o prédio, o mesmo foi desapropriado pela Prefeitura de São Paulo. Além disso, nesta época, a entidade acumulou um gigantesco passivo trabalhista e fiscal de cerca de R$3.000.000. Posteriormente, ao final da década, mais uma vez o Grêmio passou por reformas administrativas: os escritórios de contabilidade e de advocacia foram trocados, as empresas reestruturadas e novas parcerias firmadas. No campo da representatividade, o Grêmio passou a consultar cada vez mais os alunos em relação à suas ações e posicionamentos, e estabeleceu-se que grandes decisões seriam tomadas por meio de plebiscitos com 3 dias de urna em detrimento das assembleias deliberativas, modelo que persiste até os dias atuais na Poli e garante quóruns maiores e, portanto, decisões mais representativas.

### Década de 2010
A partir de 2010, o Grêmio voltou a se aproximar da Diretoria - da qual havia se distanciado na década anterior - o que trouxe muitos frutos positivos tanto para a Poli quanto para os alunos. Um dos benefícios foi o Endowment da Escola Politécnica (EEP), o qual começou com R$ 100 mil do Grêmio no início de 2011, além de doações de professores e da própria diretoria. A ideia era criar um fundo perpétuo, do qual 40% seriam aplicados em renda fixa e 60% em renda variável. Com isso, o lucro da operação seria investido em projetos de extensão e pesquisa da faculdade e o fundo cresceria a partir de doações de ex-alunos. Mais tarde, em 2014, o Endowment da Escola Politécnica foi fundido ao Fundo Amigos da Poli, o qual está presente em o instituto até os dias atuais investindo nos alunos. Outro grande projeto realizado em 2011, foi a  Reforma da Vivência, a qual reestruturou todo o espaço debaixo do Grêmio (atual Minerva), dando uma cara nova ao local e tornando-o mais aconchegante para os alunos. Além disso, ao longo da segunda metade da década, a entidade se esforçou cada vez mais para se tornar mais presente no dia-a-dia do aluno, prestando a ele diversos serviços através de suas empresas e de seus projetos, como o fuja do nabo, o Poli 3100, a Semana de Inovação, o SOS Poli, entre outros. Tais projetos buscam ajudar os alunos acadêmica e socialmente, auxiliando na permanência desses na Universidade.

### Atualmente
Por fim, a entidade chegou à década atual. Como todos sabem, essa se iniciou com diversos desafios desencadeados pela crise sanitária que vivemos. Apesar disso, em nenhum momento o Grêmio parou de atender às demandas de seus alunos. Em parceria com o Diretório, com a Diretoria e a Associação dos Engenheiros Politécnicos, a instituição angariou notebooks e firmou parcerias com empresas de telefonias para garantir o acesso às aulas para diversos alunos. No campo da Representação Discente, atuou nos órgãos colegiados do instituto para defender os interesses dos alunos, levantando, em parceria com o Diretório, diversas pautas relevantes, como a questão das Regras de Estágio, por exemplo. Por último, no campo administrativo, apesar do imenso desafio, a instituição foi capaz de se manter funcionando por meio da negociação de dívidas, cortes de gastos e da busca por novas formas de angariar recursos.
Ao longo de toda a sua história, a entidade Grêmio Politécnico sempre flertou com a grandeza e um dos grandes motivos para isso é a natureza prática do engenheiro. Nos últimos 118 anos, os estudantes e os ex-alunos da Escola Politécnica nunca deixaram de cumprir com seu papel com a sociedade, sempre buscando alcançar a excelência ao servir a mesma. Olhando para trás, para os quase 120 anos da instituição, torna-se clara sua contribuição para a história dentro e fora da Universidade. Torna-se claro também que ainda podemos esperar grandes ações do Grêmio, da Poli e dos Politécnicos

## Empresas

### O Triedro
Localizada no Prédio do Biênio, onde ocorrem as aulas do Núcleo Comum da Engenharia, a Lanchonete Minerva é presente na cultura dos politécnicos há muitos anos. Seu fácil acesso permite um rápido lanche ou café entre uma aula e outra, além de contar com opções saudáveis de café da manhã e almoço. O espaço também é usado por vários estudantes da Poli como um local de descanso e interação com os colegas.

### Copiadora
Ao lado da lanchonete Minerva, a Copiadora está à disposição dos estudantes da Poli para fazer cópias e impressão dos documentos que precisar. Além disso, para as matérias do Biênio, são vendidos os tradicionais resumos da Minerva, excelentes para se preparar para cada prova, a preço da cópia. A Copiadora também conta com cotas de cópias, com as quais é possível comprar um pacote fechado de cópias, a preço unitário mais baixo, sem data de vencimento.

### Poliglota Idiomas

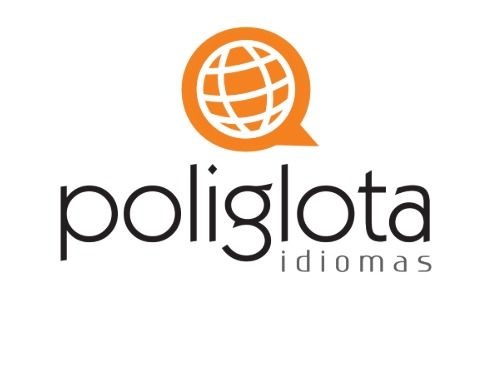
Logo da Poliglota Idiomas

O Poliglota Idiomas nasceu há mais de 20 anos como iniciativa do Grêmio Politécnico da Universidade de São Paulo. Inicialmente, tinha como objetivo proporcionar, somente aos politécnicos, a possibilidade de estudar idiomas com qualidade de ensino, dentro dos padrões da Universidade de São Paulo, mas a um preço acessível aos seus alunos. Depois, pelo enorme enorme sucesso da iniciativa, surgiu a necessidade de expansão do curso para atender a demanda de ex-alunos politécnicos, bem como alunos de toda a comunidade USP, e até mesmo da comunidade externa (público em geral). Atualmente, os cursos já são reconhecidos no campus da USP como referência de ensino de idiomas de alta qualidade, sendo procurado por milhares de alunos todos os semestres – que buscam um ensino que satisfaça suas demandas tanto no âmbito universitário quanto suas expectativas profissionais futuras. Isso porque a prioridade do Poliglota sempre foi e será a qualidade dos cursos por um preço acessível – ministrados por um corpo docente altamente qualificado, com vasta experiência no mercado. Atualmente o Poliglota oferece aulas de Português, Espanhol, Italiano, Francês e Alemão, que já atenderam cerca de 35 mil alunos em toda sua história.
O sistema Poliglota é pensado exclusivamente para os alunos, com aulas em horários estratégicos para que seja possível a adaptação ao cronograma da graduação, além de aulas ao vivo que permitem a interação entre os experientes professores e os estudantes. Sobretudo, a escola de idiomas oferece bolsas integrais e parciais para estudantes da Poli da graduação e pós-graduação, a fim de permitir acessibilidade e oportunidade para todos.